# 千里船
千里船，南朝宋、南朝齐之际的科学家祖冲之发明的船，能日行一百余里，可能已经利用轮桨。是当时较先进的水上运输工具。千里船的出现是南北朝时期南方水运交通事业迅速发展的表现。后世形容快速之船。